# Stalk
Stalk est une série française réalisée par Simon Bouisson, produite par Silex Films. Elle est diffusée depuis le 13 mars 2020 sur France.tv Slash, sur France 2 à partir du 20 octobre 2020 et en Belgique le 1er octobre 2020 sur RTLplay. Les premiers épisodes sont disponibles gratuitement sur la chaine YouTube de France.tv Slash.
La saison 2 est proposée à partir du 7 octobre 2021 sur France.tv Slash
.
Le 16 septembre 2023, France Télévisions annonce qu'une saison 3 est en cours de développement pour une série de 10 épisodes de 30 minutes, pour un tournage début 2025,.
La série a été exportée dans plusieurs pays européens (en Espagne sur la RTVE, en Italie sur la Rai, en Allemagne sur l'ARD...), en Russie, en Amérique du Sud (HBO Max Latin America) et en Corée du Sud.

## Résumé
Lucas alias Lux, génie de l'informatique, entre dans la meilleure école d'ingénieur de France. Lors de la première soirée organisée par le BDE, il se fait bizuter et humilier par les étudiants les plus en vue du campus. Pour se venger, il pirate leurs téléphones et ordinateurs pour les « stalker », connaître tous leurs secrets, intégrer leur bande, et les manipuler de l'intérieur. Il devient celui qu'il a toujours rêvé d'être, avant que tout ne se retourne contre lui.

## Distribution

### Personnages principaux
- Théo Fernandez : Lucas « Lux »
- Carmen Kassovitz : Alma
- Aloïse Sauvage : Charlie (à partir de la saison 2)
- Pablo Cobo : Alexandre de Givry
- Clément Sibony : Abel Herzig
- Yasin Houicha : Samir
- Rio Vega : Lolo
- Azize Diabaté Abdoulaye : Félix (saison 1)

### Personnages secondaires
- Manon Valentin : Margot
- Zoé Héran : Zoé
- Vanessa Guide : Eva Lang (saison 2)
- Riadh Belaïche : Justin (saison 2)
- Elias Hauter : Oscar (saison 2)
- Nicolas Cazalé : Bilal (saison 2)
- Arthur Benzaquen : De Givry (saison 2)
- Julie Sara Foulon : Sasha (saison 2)
- Paul Deby : Blaise (saison 2)
- Paul Scarfoglio : Rudy (saison 2)

## Production
Théo Fernandez annonce en mai 2020 qu'une deuxième saison serait en cours d'écriture. Le tournage a lieu entre le 12 novembre et le 22 décembre 2020,, des premières images du tournage ont été publiées. Elle est sortie le 8 octobre 2021.
Le casting est composé de : Théo Fernandez, Carmen Kassovitz, Pablo Cobo, Aloïse Sauvage, Yasin Houicha, Rio Vega, Manon Valentin, Clément Sibony, Zoé Héran, Elias Hauter, Riadh Belaïche, Julie Sara Foulon.
En septembre 2023, France Télévisions annonce dans son dossier de presse 2023-2024 qu'une troisième saison est en développement.

### Tournage
La série a été tournée en grande partie à Lille, avec quelques passages à Armentières. Les séquences au sein de l'école ont été quasiment intégralement tournées dans les locaux de Sciences Po Lille, tandis que les prises de vue extérieures ont été filmées devant le Lycée Gustave-Eiffel. À Sciences Po Lille, l'amphithéâtre du premier étage, les couloirs et la cafétéria sont notamment utilisés comme lieux de tournage.
Le tournage de la saison 3 se déroule à Lille et dans les Hauts-de-France du 20 janvier 2025 au 14 mars 2025.

### Fiche technique
Sauf indication contraire, les informations mentionnées dans cette section peuvent être confirmées par les bases de données cinématographiques IMDb et Allociné,  présentes dans la section « Liens externes ».
- Production : Priscilla Bertin, Judith Nora
- Décors : Jimmy Vansteenkiste
- Costumes : Élisa Ingrassia
- Photographie : Ludovic Zuili
- Son : Gautier Isern, Mathieu Choux, Pablo Chazel, Samuel Rouillard, Romain de Gueltzl, Julien Gerber
- Montage : Guillaume Lauras, Anita Roth, Riwanon Lebeller, Léa Masson, Cyril Besnard, Johann Herbay
- Maquillage :
- Pays de production :  France
- Langue originale : français
- Format : couleur

## Épisodes

### Première saison (2020)
| N° | titre                  | Réalisation    | Scénario                              | Première diffusion | Audiences (en novembre 2023) |
| --- | ---------------------- | -------------- | ------------------------------------- | ------------------ | ---------------------------- |
| 1 | WEI                    | Simon Bouisson | Simon Bouisson et Jean-Charles Paugam | 13 mars 2020       | 781 915 (Youtube)            |
| Lucas alias Lux vient d’intégrer la meilleure école d’ingénieurs. Lors du WEI du BDE, il se fait humilier. En stalkant les responsables grâce à son talent informatique, il trouve le moyen de se venger. |                        |                |                                       |                    |                              |
| 2 | Let's stalk            | Simon Bouisson | Simon Bouisson et Jean-Charles Paugam | 13 mars 2020       | 870 894 (Youtube)            |
| Après Alex, Lux commence à stalker Alma, l’étudiante du campus pour laquelle il a eu un coup de foudre et qui sort avec Alex. Mais à la grande surprise de Lux, la bande du BDE lui propose de coder une appli pour centraliser tous les cours de l’école. Ils sont loin de se douter qu’ils sont en train de lui livrer toutes leurs données et leurs secrets. |                        |                |                                       |                    |                              |
| 3 | Xmas party             | Simon Bouisson | Simon Bouisson et Jean-Charles Paugam | 13 mars 2020       | 540 779 (Youtube)            |
| Lux ne peut plus s’arrêter de stalker. Il découvre qu’Alex et sa bande se servent en fait de l’appli qu’il a codée pour dealer. Il récupère secrètement le stock de drogue et s’en débarrasse. À la soirée de Noël du BDE, Lux qui a réussi à se rapprocher d’Alma tente sa chance auprès d’elle.                                                               |                        |                |                                       |                    |                              |
| 4 | Fifty shades of stalk  | Simon Bouisson | Simon Bouisson et Jean-Charles Paugam | 13 mars 2020       | 433 367 (Youtube)            |
| Lux est devenu redoutable. Il a mis en ligne une vidéo d’un étudiant qui l’avait humilié à la soirée du BDE. 1300 vues en quelques heures. La paranoïa commence à envahir le campus avec la rumeur d’un mystérieux stalkeur. |                        |                |                                       |                    |                              |
| 5 | Stalke-moi             | Simon Bouisson | Simon Bouisson et Jean-Charles Paugam | 13 mars 2020       |                              |
| Le professeur d’informatique Herzig enquête sur le stalkeur. Il soupçonne Lux, son meilleur élève, mais ne peut rien prouver. C’est finalement Lux qui coince Herzig en découvrant que c’est un black hat. En revanche Alex a désormais de quoi faire chanter Lux.                                                                                              |                        |                |                                       |                    |                              |
| 6 | Le Mème parfait        | Simon Bouisson | Simon Bouisson et Jean-Charles Paugam | 13 mars 2020       |                              |
| Pour protéger sa relation naissante avec Alma, Lux est contraint par Alex de tout avouer à sa bande : il s’est débarrassé de la drogue qu’il leur avait volé. Lux va devoir obéir et mettre à exécution le plan d’Alex pour récupérer de l’argent, à savoir infiltrer toutes les caméras et micros du campus et faire chanter les étudiants contre de l’argent. |                        |                |                                       |                    |                              |
| 7 | To stalk, stalk, stalk | Simon Bouisson | Simon Bouisson et Jean-Charles Paugam | 13 mars 2020       |                              |
| Lux a désormais accès à toutes les caméras du campus. Malgré ses efforts, il ne trouve aucun gros « dossier » sur les élèves. La bande d’Alex décide alors de compromettre les réputations des élèves du campus. La peur de l’humiliation publique fonctionne, ils payent presque tous…presque. Ça commence à déraper.                                          |                        |                |                                       |                    |                              |
| 8 | It girl                | Simon Bouisson | Simon Bouisson et Jean-Charles Paugam | 13 mars 2020       |                              |
| Alex menace toujours Lux de révéler à Alma qu’il a empêché son départ vers le Canada, où elle voulait poursuivre ses études. A la demande d’Alma, Lux se retrouve contraint de l’aider à stalker June, une étudiante star des réseaux sociaux. Alma et la bande du BDE ont besoin d’argent. Alma sait que June ment à sa communauté et veut la faire chanter.   |                        |                |                                       |                    |                              |
| 9 | Ensi is watching you   | Simon Bouisson | Simon Bouisson et Jean-Charles Paugam | 13 mars 2020       |                              |
| Le campus est en alerte à cause du stalkeur. June accuse directement Alma sur les réseaux. Alex réussit à la cacher chez lui. De son côté, Lux, à qui le professeur Herzig a donné un ultimatum, cherche à coincer Alex par tous les moyens. |                        |                |                                       |                    |                              |
| 10 | Stalk of shame         | Simon Bouisson | Simon Bouisson et Jean-Charles Paugam | 13 mars 2020       |                              |
| Grâce à ses amis de l’ENSI, Lux réussit, tout en protégeant sa propre identité, à livrer Alex en hackant son cloud, où il a pu déposer toutes les vidéos de stalking. Il s’en sort blanchi alors qu’Alex prend 2 ans ferme. Pendant l’été, Alma a enfin trouvé le moyen de partir au Canada. Mais n’est-ce pas au tour de Lux d’être stalké ?                   |                        |                |                                       |                    |                              |

### Deuxième saison (2021)
| N° | titre                    | Réalisation    | Scénario                              | Première diffusion | Audiences |
| --- | ------------------------ | -------------- | ------------------------------------- | ------------------ | --------- |
| 1 | R.I.P. Stalker's Hunters | Simon Bouisson | Simon Bouisson et Jean-Charles Paugam | 8 octobre 2021     |           |
| À la tête du BDE de l’ENSI, Lux n’a jamais été aussi populaire, et surtout : il ne stalke plus. Mais lors de la fête de rentrée de l’asso, un mystérieux hackeur vient détourner les fonds de la soirée. Pour se défendre, il n’a pas d’autre choix que de replonger dans une vieille addiction… le stalking. |                          |                |                                       |                    |           |
| 2 | Sors de l'habitacle      | Simon Bouisson | Simon Bouisson et Jean-Charles Paugam | 8 octobre 2021     |           |
| Pour démasquer son stalkeur, Lux met tout en œuvre… Il va jusqu’à stalker IRL sa principale suspecte, la seule qui ait a priori le skill nécessaire pour pouvoir le pirater : Charlie, nouvelle étudiante en 1ère année à l’ENS                                                                               |                          |                |                                       |                    |           |
| 3 | El Capitan               | Simon Bouisson | Simon Bouisson et Jean-Charles Paugam | 8 octobre 2021     |           |
| Le détracteur de Lux a désormais un nom : le White Duke. Lux soupçonne désormais son amie Zoé, tout en continuant de surveiller de près Charlie. Cette dernière se rapproche d’ailleurs de son ennemi juré, Alex, en vue d’un hack douteux. Mais la prochaine victime semble être désignée : Alma.            |                          |                |                                       |                    |           |
| 4 | Alma                     | Simon Bouisson | Simon Bouisson et Jean-Charles Paugam | 8 octobre 2021     |           |
| Lux scrute de nouveau les moindres faits et gestes d’Alma, tout en gardant un œil sur Charlie, qui vient de lancer son appli destinée à hacker Krypto, avec l’aide d’Alex. Mais Charlie finit par le griller, et de son côté le toujours mystérieux White Duke tire une nouvelle balle.                       |                          |                |                                       |                    |           |
| 5 | Montréal                 | Simon Bouisson | Simon Bouisson et Jean-Charles Paugam | 8 octobre 2021     |           |
| Tout en élaborant un piège au White Duke à l’aide d’Alma et prenant pour cible Bilal, son père, Lux en découvre un peu plus sur les coulisses du hack de Krypto et se décide à couvrir Charlie. |                          |                |                                       |                    |           |
| 6 | Diane Chasseresse        | Simon Bouisson | Simon Bouisson et Jean-Charles Paugam | 8 octobre 2021     |           |
| Lux a tout perdu, et se fait même exclure de l’ENSI en voulant protéger Charlie. C’est auprès d’elle qu’il trouve du réconfort et de l’aide. Mais Alma est de retour du Canada, et un nouveau suspect pouvant être le White Duke est identifié par Charlie.                                                   |                          |                |                                       |                    |           |
| 7 | Moi Bonnie, toi Clyde    | Simon Bouisson | Simon Bouisson et Jean-Charles Paugam | 8 octobre 2021     |           |
| Afin d’éclaircir le mystère sur Herzig, Lux peut compter sur Charlie qui élabore une stratégie incluant Eva Lang, la nouvelle prof de l’ENSI, très proche du directeur. Pendant ce temps, il est contraint de se remettre à stalker afin d’aider son pote Oscar, et voit de nouveau Alma s’éloigner de lui.   |                          |                |                                       |                    |           |
| 8 | ENSI US                  | Simon Bouisson | Simon Bouisson et Jean-Charles Paugam | 8 octobre 2021     |           |
| Lux est prêt à tout pour faire tomber Herzig. Il propose un nouveau business à Alex, Samir et Lolo. Mais quand son pire ennemi lui apprend que Charlie et Alma vont bosser ensemble, Lux se méfie. |                          |                |                                       |                    |           |
| 9 | The White Duke           | Simon Bouisson | Simon Bouisson et Jean-Charles Paugam | 8 octobre 2021     |           |
| Grâce au soutien des Stalker’s Hunters, Lux découvre comment, et pourquoi, Charlie l’a stalké et manipulé. En remontant le fil des évènements, il découvre le vrai visage de sa némésis. |                          |                |                                       |                    |           |
| 10 | Free Party               | Simon Bouisson | Simon Bouisson et Jean-Charles Paugam | 8 octobre 2021     |           |
| Lux la joue double jeu. Avec Charlie, il travaille main dans la main sur l’application STALKER, sans que celle-ci ne se doute qu’il cherche en réalité à se venger d’elle. Mais Alma tente de le raisonner, et Lux pourrait bien découvrir qu’il s’est trompé sur les réelles motivations de sa némésis.      |                          |                |                                       |                    |           |

### Troisième saison (2025)
Dans cette saison, Lux et ses collègues hackeurs se retrouvent confrontés aux effets de l'intelligence artificielle.
1. Episode 1
2. Episode 2
3. Episode 3
4. Episode 4
5. Episode 5
6. Episode 6
7. Episode 7
8. Episode 8
9. Episode 9
10. Episode 10

## Accueil

### Distinctions
- Festival de la fiction TV de La Rochelle 2020 :
  - Meilleure réalisation pour Simon Bouisson
  - Jeune espoir masculin pour Théo Fernandez[17] au Festival de la fiction TV de La Rochelle en 2019[17].
- Festival de la fiction TV de La Rochelle 2021 : 
  - Meilleure série de 26 minutes[18]
  - Meilleure musique

### Critiques de la série
Numerama écrit que la série « réussit la prouesse de mêler à un teen show une véritable réflexion sur la cybersécurité du monde réel, loin du fantasme de la plupart des séries et films ». Pour Le Figaro, la série est « brillamment conçue et interprétée » , et « détonne en mettant en scène des personnages complexes, loin de toute logique manichéenne". Télérama réserve un accueil très favorable à la série qui « réussit à imposer un rythme survolté » tout en étant « écrite avec justesse » et « remarquablement interprétée ». Le Parisien félicite le réalisme de la série, et la décrit comme « aussi passionnante qu'inquiétante », « on est pris dans l’engrenage de Stalk dès le premier épisode ». Pour Première, « dire que la série est efficace est un euphémisme ».

### Succès à l'international
Depuis 2021, la série est diffusée à l'international, en Europe (Espagne, Italie, Allemagne...), en Amérique du Sud, au Canada, au Moyen-Orient, en Russie et en Corée du Sud.
En septembre 2023, l'acteur Théo Fernandez indique à l'occasion du Festival de la fiction TV de La Rochelle 2023 que la série rencontre un important succès en Russie sur les différentes plateformes proposées,.